# Kel Calderón
Raquel Calderón Argandoña (Santiago, 14 de febrero de 1991), más conocida como Kel Calderón o simplemente Kel, es una abogada, socialite e influencer chilena, que también se ha desempeñado como actriz y cantante. Se hizo conocida a muy temprana edad por ser hija de la animadora de televisión Raquel Argandoña.

## Carrera
Calderón participó de la serie juvenil de TVN Karkú (2007), la cual también tenía un grupo musical integrado por actores. La banda se llamó Six Pack y su primer sencillo Chico malo rotó en radios chilenas, mientras que el segundo Cada vez lo hizo con un videoclip en MTV, ganando un premio MTV Latino en la categoría Mejor artista centro. En paralelo, comenzó a preparar una carrera de cantante solista, tomando clases de canto y guitarra con el músico uruguayo Gonzalo Yáñez. A finales de ese año la productora de la serie My Friend le consiguió un contrato con Canal 13 para protagonizar una nueva serie llamada Antonia (finalmente titulada Nadie me entiende), lo que causó disgustos dentro de TVN que planeaba potenciar a Six Pack en el Festival de Viña y Calderón sería rostro de un canal rival.
El 2 de enero de 2008, por conflictos internos entre Raquel, su padre Hernán Calderón y la productora My Friend Entertainment, su contrato se dio abruptamente por terminado. Sus trabajos en Karkú, Six Pack y la nueva serie en Canal 13 quedaron anulados. Al año siguiente, lanzó su carrera como solista con su álbum debut No molestar!.
El 27 de marzo de 2008, ya con su primer sencillo como solista Tenerte cerca, fue telonera de la cantante mexicana Belinda en el Teatro Caupolicán. Ese mismo año, participó en el estelar El baile de TVN.
En 2010 formó parte de Fiebre de baile en Chilevisión. Tras su eliminación, Canal 13 la llamó para ser panelista de Acoso textual, conducido por Sergio Lagos.
En 2011, en el marco de una renovación de CQC de Mega, Raquel fue confirmada como una de las conductoras de la que sería la última temporada.
Durante 2012 participó junto a su madre en un capítulo del docurreality Adopta un famoso, donde ambas debían vivir en la casa de una familia desconocida. Tras la buena aceptación, TVN decidió realizar un reality show centrado exclusivamente en ellas, titulado Las Argandoña. Además, participaba su abuela Eliana y su nana Nancy. Fue cancelado por baja audiencia, pero sirvió para promocionar su sencillo «Walk Away», que era su regreso a la música (aunque sin disco).

## Vida personal
Pese a ser un rostro conocido en los medios, su entrada definitiva al mundo del espectáculo fue en 2006 al ser portada de la revista Vea. Esto se acentuó al tener un romance con el protagonista de la serie juvenil BKN, Javier Castillo.
En septiembre de 2008, se informó de que Kel se sometió a una cirugía plástica en la clínica del doctor Héctor Valdés en el sector de El Arrayán, redujo su zona de las caderas y cintura, por lo que se le practicó una lipo-escultura, con tan solo 17 años de edad.[cita requerida] En 2016, Héctor Valdés recordó este episodio en un programa de televisión y reveló que se negó a realizar una liposucción a Kel.
En 2010 ingresó a la Universidad de Chile a estudiar Derecho. Paralelamente, participó en Fiebre de baile de Chilevisión, donde se hizo público su romance con su compañero de elenco, Pablo Schilling. Se tituló en 2024 con la tesis Aproximación crítico descriptiva a la violencia contra la mujer: constataciones y hallazgos necesarios. Un tema pendiente.
Desde finales de 2013 y hasta 2017, mantuvo una relación con el deportista extremo Pangal Andrade.
Posteriormente tuvo una relación con Toto Torrealba, odontólogo, la cual finalizó en 2022.
Actualmente tiene una relación con el chef Renzo Tissinetti.
El 2024, juró como abogada ante la Corte Suprema.

## Filmografía

### Actriz
| Año       | Título       | Personaje         | Notas               | Canal |
| --------- | ------------ | ----------------- | ------------------- | ----- |
| 2007-2008 | Karkú        | Fernanda Urquieta | Serie de televisión | TVN   |
| 2013      | Fierce       | Ella misma        | Serie en línea      |       |
| 2014      | Maldito amor | Beatriz Vial      | Película            |       |

### Televisión
| Año  | Título          | Rol                         | Canal       |
| ---- | --------------- | --------------------------- | ----------- |
| 2008 | Gente como tú   | Panelista                   | Chilevisión |
| 2008 | El baile en TVN | Participante (6 episodios)  | TVN         |
| 2010 | Fiebre de baile | Participante (16 episodios) | Chilevisión |
| 2010 | Acoso textual   | Panelista                   | Canal 13    |
| 2011 | C.Q.C           | Conductora                  | Mega        |
| 2012 | Las Argandoña   | Protagonista                | TVN         |
| 2017 | Maldita moda    | Panelista                   | Chilevisión |

## Discografía

### Álbumes de estudio
| Título       | Detalles del álbum                                                                      |
| ------------ | --------------------------------------------------------------------------------------- |
| No molestar! | - Lanzamiento: 3 de julio de 2008 - Sello: Feria Music - Formatos: Descarga digital, CD |

### Sencillos
| Título          | Año  | Álbum              |
| --------------- | ---- | ------------------ |
| «Tenerte cerca» | 2008 | No molestar!       |
| «Me creo punky» | 2008 | No molestar!       |
| «Simplemente»   | 2009 | No molestar!       |
| «Walk away»     | 2012 | sencillo sin álbum |
| «Mine»          | 2013 | sencillo sin álbum |

## Videografía
| Videoclips | Videoclips      | Videoclips | Videoclips                     | Videoclips |
| Año        | Vídeo           | Artista    | Director                       |            |
| ---------- | --------------- | ---------- | ------------------------------ | ---------- |
| 2008       | «Me creo punky» | Ella misma | Pablo Cifuentes                |            |
| 2008       | «Tenerte cerca» | Ella misma | Esteban Vidal                  |            |
| 2009       | «Simplemente»   | Ella misma | Jorge Rosales s.               |            |
| 2012       | «Walk Away»     | Ella misma |                                |            |
| 2013       | «Mine»          | Ella misma | Neven Ilic / Juan Pablo Molina |            |

## Premios y nominaciones
| Año  | Premio      | Categoría                  | Resultado              |
| ---- | ----------- | -------------------------- | ---------------------- |
| 2007 | BKN Awards  | Actriz Joven + BKN         | Nominada               |
| 2007 | Premios MTV | Mejor artista nuevo centro | Ganador (con Six Pack) |